# Ficción jurídica
Se denomina ficción jurídica al procedimiento de la técnica jurídica mediante el cual, por ley, se toma por verdadero algo que no existe o que podría existir, pero se desconoce, para fundamentar en él un derecho, que deja de ser ficción para conformar una realidad jurídica.
Es a través de una ficción jurídica como se fundamenta la existencia de las personas jurídicas, la representación, o los derechos que se pueden reconocer al que aún no ha nacido. También es una ficción jurídica la conmoriencia y la premoriencia, así como la incorporación de derechos en los títulos de crédito, la moneda y las tarjetas de crédito, etc.
Las ficciones jurídicas tienen algunas similitudes con las presunciones, y principalmente con las presunciones iuris et de iure, aunque no son exactamente lo mismo. Una presunción sirve para invertir o facilitar la carga de la prueba a una persona, mientras que la ficción jurídica tiene por finalidad servir como base para una regulación concreta.
Autores como Kelsen, Ross y Fuller han hablado de las ficciones en el derecho. Existen autores que consideran al mismo derecho como ficción, como el filósofo español Leonardo Polo. Siguiendo a este último filósofo, Riofrío asimila la ficción a lo intencional, y habla de diferentes niveles de la ficción: así, las ficciones más fuertes prevalecerán sobre las más débiles en caso de contradicción, injusticia o incongruencia. Por ello las ficciones son posibles, pero tienen sus límites.